# حسین زاجکانیها
حسین زاجکانیها (زادهٔ  آذرماه ۱۳۲۹ قزوین - درگذشت مردادماه ١۴٠١ (در سن٧١ سالگي) 
رئيس اداره آموزش و پرورش شهرستان قزوین ، رئيس جمعيت هلال احمر استان قزوین ، نماینده دورهٔ پنجم مجلس شورای اسلامی در حوزه انتخابیه شهرستان قزوین ، رئيس سازمان داوطلبان جمعيت هلال احمر بود. وی همچنین مسئول معاونت ستاد اجرایی امر به معروف و نهی از منکر استان قزوین بود. 
وی همچنین عضو هیئت مدیره و از موسسان موسسه خیریه نیک آفرینان غدیر تهران و شیرخوارگاه حلیمه قزوین نیز بود. 